# 新宿エルタワー
新宿エルタワー（しんじゅくエルタワー）は、東京都新宿区西新宿一丁目の新宿新都心の一角にある超高層オフィスビル。

## 概要
事業主体となる朝日生命保険・三和銀行（現：三菱UFJ銀行）・サッポロビールがそれぞれ所有していた駐車場、支店、貸しビルの敷地をあわせて、超高層オフィスビルを建設。1989年により竣工した。総工費は約300億円。
当初は、朝日生命・三和銀・サッポロビール・三信（三和銀直系不動産会社、現：三菱UFJ銀緊密会社）が区分所有していた。しかし、1999年にサッポロビールは2001年末までに1000名の従業員削減を柱とするリストラ策を推進するにあたって、その退職者に対する割増退職金にあてるため、当ビル持分を130億円で富国生命保険に売却している。
当ビルは、人の動線を空中、地上、地下の3方向から引き、このうち、空中は駅ビルと小田急百貨店の別館（小田急ハルク）をつなぐペデストリアンデッキを当ビル2階のエントランス・ロビーまで引き込み駅西口と直結したほか、駅とは地下道でもつながっている。
新宿界隈では単に、エルタワーなどとも呼ばれている。名称はビルを真上から見るとアルファベットのL字形になることに由来する。正方形や、長方形のフロアに比べて細長い分、採光や眺望が向上するとしている。外観はメタリックブラックで統一されている。
新宿駅から一番近い高層ビルとしても知られ、テナントとしてハローワークのほか、複数の金融機関、資格試験予備校、人材派遣会社が入る。またB2フロアは「エルプラザ」という飲食店街となっている。

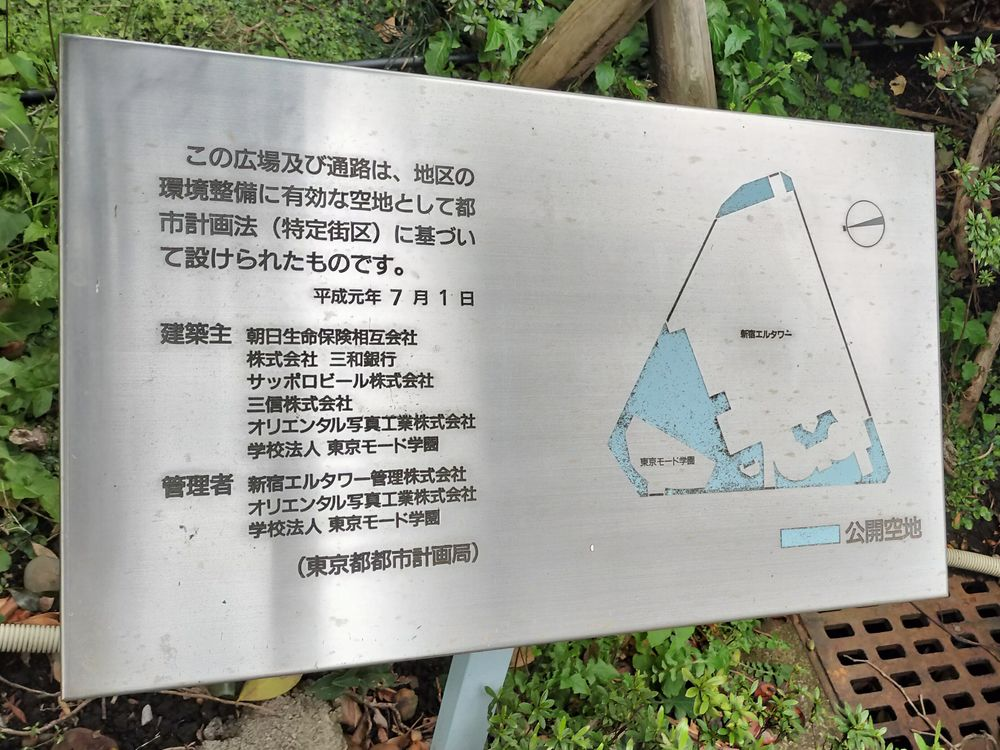
公開空地の表示（撮影：2024年4月）

## 主なテナント
- 野村證券新宿駅西口支店（B1階）
- SBI新生銀行新宿フィナンシャルセンター（1階）
- スターバックスコーヒー新宿エルタワー店（1階）
- 三菱UFJ銀行新宿新都心支店・新宿中央支店・新宿西口支店・新宿西支店・大久保支店（20/21階）
- 岡三証券新宿支店（2階）
- ニチイ学館新宿支店・新宿校（15階）
- UniLife新宿店/ジェイ・エス・ビー・ネットワーク本社/ジェイ・エス・ビー東京本部（16階）
- ヒューマントラスト新宿キャリアセンター（17階）
- マンパワーグループ新宿キャリアセンター（17階）
- 東京リーガルマインド新宿エルタワー本校（18階）
- ハローワーク新宿・西新宿庁舎（23階、職業紹介部門。本庁舎は西武新宿駅近くにある）
- スルガ銀行新宿支店・ドリームプラザ新宿（24階）
- ランスタッド新宿支店（24階）
- 資格の大原新宿校（25階）
- マイナビ新宿オフィス（26階）
- ニコンプラザ新宿ショールーム（28階）
- サンスカイルーム（30階）

## 歴史
キリスト教伝道者内村鑑三が角筈で聖書講義を行っていた場所は、現在エルタワーが建っている場所にかつて存在した女子独立学校の一角である。

## アクセス
- 新宿駅より徒歩2分 - JR線・小田急小田原線・京王線・東京メトロ丸ノ内線
- 新宿駅（新線新宿駅）より徒歩3分 - 京王新線・都営新宿線
- 都庁前駅より徒歩3分 - 都営大江戸線
- 西武新宿駅より徒歩7分 - 西武新宿線
- 首都高速4号新宿線新宿出入口自動車1分

また日中はエルタワー前と西新宿三丁目の新宿パークタワーとを往復する無料シャトルバスが運行している。